# Герб на Андора
Гербът на Андора е държавен символ на страната Андора. Съвременният герб е утвърден през 1969 г.
Щитът с изображение на митрата на Урхелския епископ и двата бика символизират съвместното управление на Франция и Испания; четирите червени ленти на жълт фон представят Каталония, а трите – Фуа. Девизът на щита е: „Заедно сме силни!“ (на латински: Virtus unita fortior).